# Euophrys quadricolor
Euophrys quadricolor là một loài nhện trong họ Salticidae.
Loài này thuộc chi Euophrys. Euophrys quadricolor được Władysław Taczanowski miêu tả năm 1878.